# Andréa Huguenin Botelho

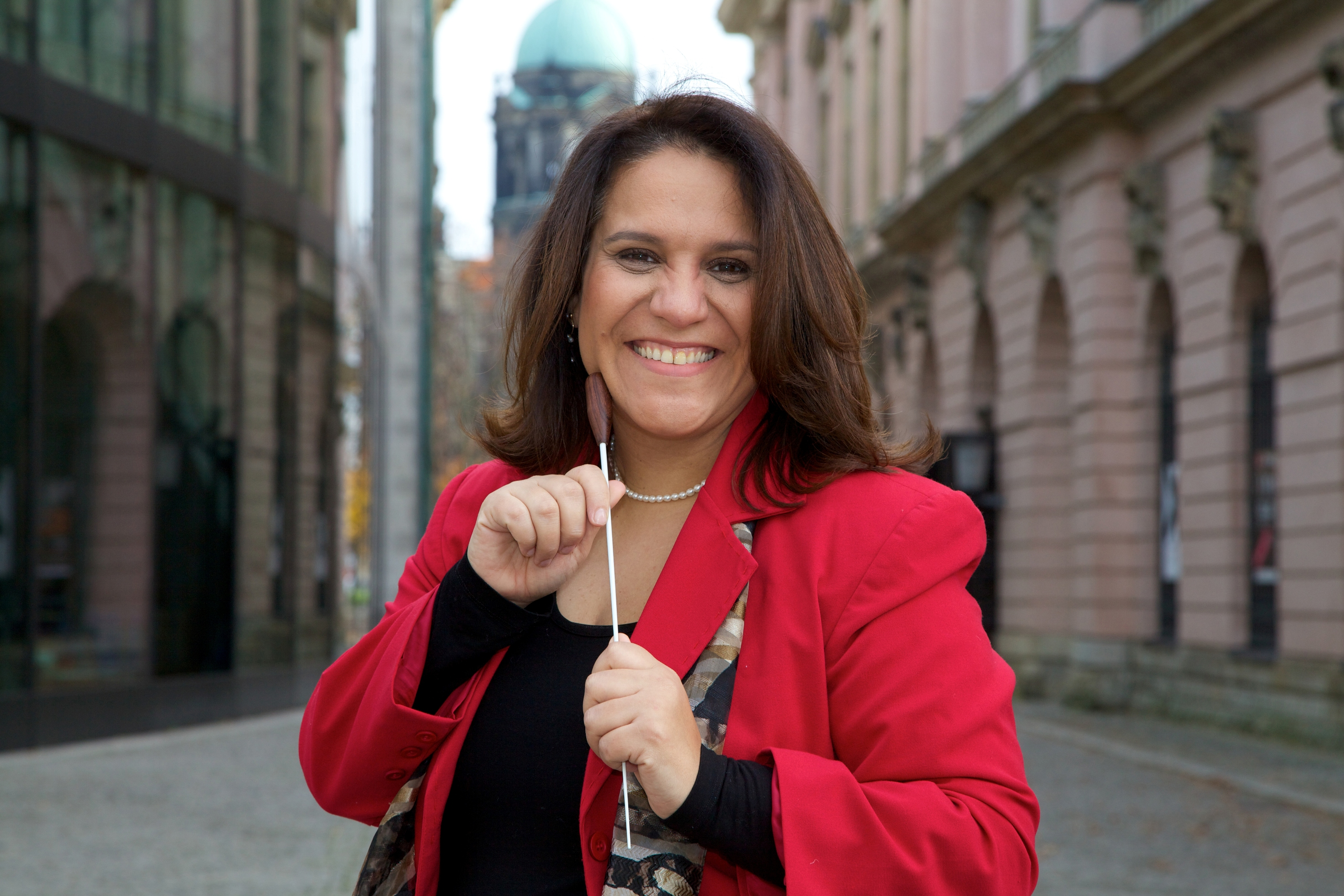
Andréa Huguenin Botelho

Andréa Huguenin Botelho (Rio de Janeiro, 22 de maio de 1973) é uma maestra, pesquisadora, compositora e pianista teuto-brasileira, nascida no Rio de Janeiro, Brasil e radicada em Berlim, Alemanha.
Ela é formada pela Universidade do Rio de Janeiro - Uni-Rio, no Brasil, e possui Mestrado em Piano e Regência Orquestral pela Georgia State University em Atlanta nos Estados Unidos, bem como pós-graduação em piano pela Staatliche Hochschule für Musik Karlsruhe na Alemanha e especialização em regência operística pelo Teatro Mariinsky em São Petersburgo.
Durante sua formação musical, esteve sob a orientação de mestres como Heitor Alimonda, Homero de Magalhães, Luiz de Moura Castro e Luiz Senise. Na área de regência orquestral e aperfeiçoamento pianístico, músicos de destaque e professores respeitados em todo o mundo, como Michael Palmer, Jorma Panula, Leonid Korchmar, Fanny Solter e Ulrike Meyer foram seus professores.
Atualmente, trabalha como maestra em Berlim, Alemanha, como diretora artística e regente do Brasil Ensemble Berlin e do Coro Ayabás Berlin, além de realizar trabalhos independentes à frente de orquestras e trabalhos pedagógicos. Como pesquisadora, ela concentra seu trabalho na temática Música e Gênero.
Botelho é ativamente envolvida em vários projetos e organizações ligadas à música. Ela auxilia na coordenação do Women Conductors Symposium, colabora com o Archiv Frauen &  Musik em Frankfurt, Alemanha e faz parte do Grupo de Trabalho das Mulheres Regentes ligadas à Associação do Internationaler Arbeitskreis Frau und Musik e.V.. Além disso, ela é membro do grupo de pesquisa Mandonas da Universidade Federal de Santa Catarina, coordenado pela professora Joana Maria Pedro. Esse projeto, apoiado pelo CNPQ, visa narrar a trajetória de mulheres que se tornaram lideranças em diferentes campos no Cone Sul.
Desde dezembro de 2021, é embaixadora da Donne, Women in Music em Londres, fundado por Gabriella de Laccio.
Em 2023, Botelho participou como pianista e iniciadora em dois projetos financiados pela Neustart Kultur da Alemanha sobre o tema mulheres e música, a saber Nós, Brasileiras com canções de compositoras brasileiras e Frauen um den Kontrabass (Mulheres em torno do Contrabaixo). Ambos os projetos apresentaram suas transcrições e composições próprias .
Andréa Huguenin Botelho é uma referência nas relações interculturais entre Brasil e Alemanha e uma representante das mulheres na música, especialmente da América Latina.

## Obras

### Música de câmara

#### Canto e Piano
- Pedras (GDFB) (2022)
- Águas (Texto: Luiz Carlos Prestes Filho) (2023)

#### Piano 4 mãos
- Baião (2023)
- Dona Ivone (2023)
- Francisca (2023)

#### Contrabaixo e Piano
- Suite Brasileira (2023)
  - I - Bossa
  - II - Valsa Seresteira
  - III - Choro
  - IV - Frevo

### Orquestral
- Francisca: uma Dedicatória Sinfônica (2023)

### Orquestrações
- Atraente (Francisca Gonzaga) (2023) [5] para Orquestra Sinfônica
- Corta-Jaca (Francisca Gonzaga) (2023) para Orquestra de Cordas
- Afro-Sambas: Cantata Brasileira (2023) para Coro e Orquestra de Câmara

## Publicações
- Francisca Gonzaga – Maestra ou Maestrina? – Inferências de uma Profissão Oitocentista. (Revista Internacional “Comparative Cultural Studies, European and Latin American Perspectives” - Edição 15/2022)
- Joanídia Sodré, a Maestra Sufragista (I Jornada dos Anômalos – Universidade Federal de Catalão, Goiás - 2022)
- Bia, um Blues pra nós (Essas Mulheres – o protagonismo da mulher na canção de Chico Buarque. Editora Recriar: São Paulo, 2021. ISBN: 978-65-86242-89-8. 552 pp)
- Mascha Blankenburg e as Mulheres na Regência (2020)

- Saltos no Tempo em Gaia (Etudes Lusophone. Universität Sorbonne. - 2020)